# Samsung SM7

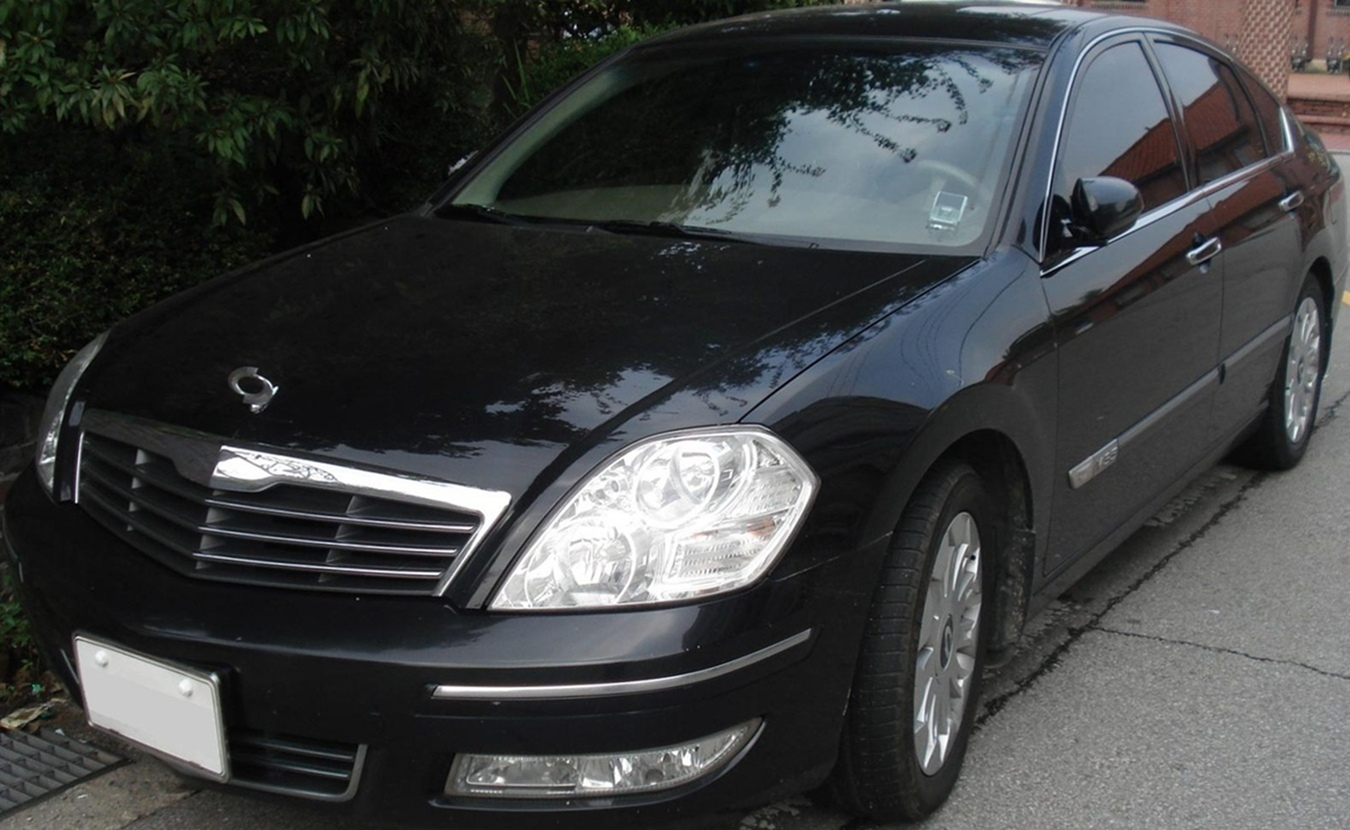
Samsung SM7.

Samsung SM7 är en bilmodell från koreanska Samsung som är baserad på Nissan Teana. Bilen, som är en lyxig sedan, lanserades för första gången 2005.